# Ciprian Marica
Ciprian Andrei Marica ['tʃiprian an'drɛʲ 'marika] (* 2. Oktober 1985 in Bukarest) ist ein ehemaliger rumänischer Fußballspieler.

## Karriere

### Vereine

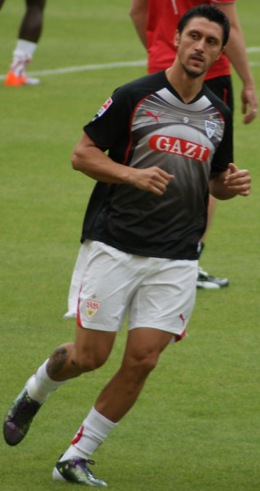
Ciprian Marica beim VfB Stuttgart (2010)

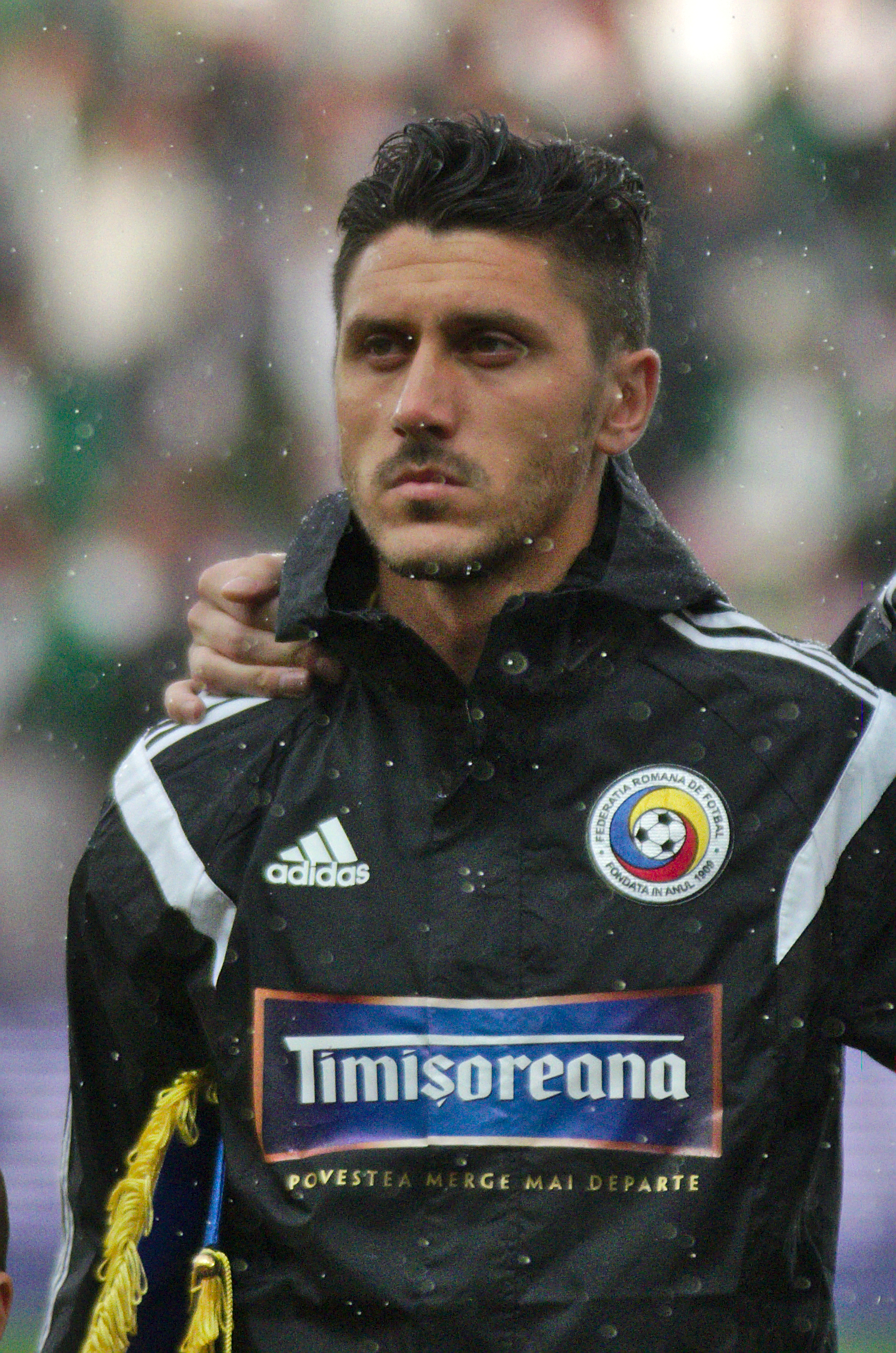
Ciprian Marica bei der Nationalmannschaft (2014)

Marica begann seine Karriere bei Dinamo Bukarest. Im Alter von 18 Jahren wechselte er zum ukrainischen Klub Schachtar Donezk, für den er auch in der Champions League spielte.
Im Juli 2007 wechselte er zum damaligen Deutschen Meister VfB Stuttgart. Der Vertrag hatte eine Laufzeit von fünf Jahren. Sein Bundesligadebüt hatte er am 10. August 2007 gegen den FC Schalke 04. Sein erstes Tor in der 1. Bundesliga erzielte er am 24. November 2007 im Auswärtsspiel bei Eintracht Frankfurt. Am 27. November 2007 gelang ihm gegen die Glasgow Rangers sein erstes Champions-League-Tor für den VfB Stuttgart. Im Februar 2011 wurde er von Trainer Bruno Labbadia trotz Vertrages bis 2012 aussortiert und kam in der Rückrunde 2010/11 nicht mehr zum Einsatz. Am 12. Juli 2011 wurde Maricas Vertrag mit dem VfB Stuttgart einvernehmlich aufgelöst.
In der Sommerpause 2011 wechselte Marica zum FC Schalke 04, bei dem er einen Zweijahresvertrag mit einer Option für ein weiteres Jahr unterschrieb. Seinen ersten Einsatz für Schalke absolvierte er am zweiten Spieltag der Saison 2011/12 beim 5:1-Sieg gegen den 1. FC Köln, als er in der 82. Minute für Raúl eingewechselt wurde. In seinen zwei Jahren auf Schalke blieb ihm meist die Rolle als Einwechselspieler, nur selten bestritt Marica ein Spiel von Beginn an oder über 90 Minuten (dies war oftmals der Fall, wenn der etatmäßige Stürmer Nummer eins Klaas-Jan Huntelaar gesperrt oder verletzt war). Aufgrund der mangelnden Zeit, die er auf dem Spielfeld verbrachte, gelangen ihm in zwei Jahren lediglich fünf Tore in der Bundesliga sowie drei Treffer im DFB-Pokal und ein Tor in der Europa-League. Schalke nutzte die Option zur Vertragsverlängerung am Ende der Saison 2012/13 nicht.
Am 27. September 2013 unterschrieb Marica einen Einjahresvertrag beim FC Getafe.
Im Sommer 2014 wechselte er zu Konyaspor in die türkische Süper Lig. Bei diesem Verein spielte er bis zum Oktober 2015 und verließ ihn anschließend Richtung Steaua Bukarest.
Zum 30. Juni 2016 endete sein Arbeitsvertrag bei Steaua Bukarest. Nach fast 5 Monaten Vereinslosigkeit beendete er am 31. Oktober 2016 mit 31 Jahren seine Karriere als Profifußballer.

### Nationalmannschaft
Marica hatte seinen ersten Einsatz für die Rumänische Fußballnationalmannschaft im Alter von 18 Jahren am 16. November 2003 gegen Italien. Ende Mai 2011 ernannte ihn Nationaltrainer Răzvan Lucescu als Nachfolger von Cristian Chivu zum Mannschaftskapitän. Lucescus Nachfolger Victor Pițurcă entschied sich dann allerdings für Răzvan Raț als Kapitän. Ab 2014 bestritt er keine A-Länderspiele für Rumänien mehr.

## Erfolge

### Vereine
Dinamo Bukarest
- Rumänischer Meister: 2002, 2004
- Rumänischer Pokalsieger: 2003

Schachtar Donezk
- Ukrainischer Pokalsieger: 2004
- Ukrainischer Meister: 2005, 2006
- Ukrainischer Supercupsieger: 2005

FC Schalke 04
- Deutscher Supercupsieger: 2011

### Auszeichnungen
- Tor des Monats: Oktober 2012[8]

## Trivia
Beim FC Getafe lief Marica mit seinem Vornamen statt seinem Nachnamen auf dem Rücken auf, da sein Nachname auf Spanisch Schwuchtel bedeutet.